# 地球人 (曲)
「地球人」（ちきゅうじん）は、コトリ with ステッチバードの2枚目のシングル。2016年3月16日にFRAMEから発売された。

## 概要
前作「宇宙ダンス!」に続く第2弾シングルとして制作され、テレビ東京系列のアニメ『妖怪ウォッチ』の6代目エンディングテーマに起用された。
「原始的原子が始まりだあ～あ～」と歌い出し、万有引力やワープといった宇宙的イメージを交えつつ、「自由自在の地球人」と人間の可能性を称えるアップテンポなポップナンバーである。歌詞では「寄り添って 支え合って 助け合って」と、人々が協力し合う大切さも歌い上げる。

## チャート成績
オリコン週間シングルランキングでは最高49位を記録し、2週にわたってチャートインした。

## 収録内容
1. 地球人 (4:11)
2. 野に咲く乙女 (4:16)
作詞：高木貴司 / 作曲・編曲：菊谷知樹
3. 地球人（オリジナルカラオケ）(4:13)
4. 野に咲く乙女（オリジナルカラオケ）(4:15)